# Litto Nebbia
Litto Nebbia, (nascido Félix Francisco Nebbia Corbacho em 21 de julho de 1948 em Rosário) é um cantor e compositor argentino de rock, considerado como um dos fundadores do rock argentino. 
Sua canção La Balsa (1967) (em co-autoria com Tanguito), interpretada por sua banda Los Gatos, foi considerada a melhor canção de rock da história argentina pela revista Rolling Stone e pela emissora MTV.
Em fins dos anos 1970 fundou o selo independente Melopea. 
Atualmente Litto Nebia vive em Tigre, perto do Delta.

## Discografia
- Ponto de encontro
- Canciones desde Península Valdez
- New York es una ciudad solitaria
- Definitivamente vivo (vol. 1)
- Corazones y sociedades
- Tango & nocturno
- Tributo a Brian Wilson
- Los aviadores
- Nebbia’s Band (1971)
- Volumen 1 & 2 (1972)
- Muerte en la catedral (1973)
- Melopea (1974)
- Fuera del cielo (1975)
- Bazar de los milagros (1976)
- Cosas que no quieren morir (1976)
- El vendedor de promesas (1977)
- Canciones para cada uno, vol. 1 (1978)
- 10 años después (1978)
- Canciones para cada uno, vol. 2 (1979)
- Toda canción será plegaria (1979)
- Creer (1980)
- Tres noches en La Trastienda (1981)
- 1981 (1981)
- Sólo se trata de vivir (1981)
- Solopiano, vol. 1 (1981)
- Solopiano, vol. 2 (1982)
- 10 años después, vol. 2 (1982)
- Llegamos de los barcos (1982)
- Para que se encuentren los hombres (1983)
- La guerra no sabe (1983)
- 1992 (1984)
- Con la Banda Sinfónica Nacional (1984)
- Evita: Quien quiera oír que oiga (1984)
- Luna caliente (1985)
- En Brasil, aquí y ahora (1985)
- Demasiadas maneras de no saber nada (1986)
- Buscando en el bolsillo del alma (1988)
- Nostalgias del Harlem español (1990)
- Esperando un milagro (1991)
- Argentina de América (1992)
- Punto de encuentro (1992)
- Romance gitano: Federico García Lorca (1992)
- Seguro (1992)
- Las boludas (1993)
- Páginas de vida, vol. 1 (1994)
- Páginas de vida, vol. 2 (1994)
- Páginas de vida, vol. 3 (1994)
- Páginas de vida, vol. 4 (1994)
- Nebbia canta Cadícamo (1995)
- El hombre que amaba a todas las mujeres (1997)
- El jardín de la esquina (1997)
- Malvinas (banda sonora original de la película) (1997)
- Homenaje a Gardel y Le Pera (1998)
- Matar al abuelito (1998)
- Siempre bailan dos (2000)
- Celebración (2001)
- Danza del corazón (junto a La luz, 2005)
- The Blues (2007)